# Miejska Telewizja Tarnobrzeg
Miejska Telewizja Tarnobrzeg (MTvT) – tarnobrzeska telewizja o profilu lokalnym. Nadaje swój program w telewizji kablowej w Tarnobrzegu i okolicach. Konkurencją dla telewizji jest Telewizja Lokalna (TVL).

## Programy
- Telewizyjny Merkuriusz Tarnobrzeski
- Kulturałki
- Echa Tarnobrzega
- MTVT Radzi
- Muzyczny Tarnobrzeg
- retransmisje sesji Rady Miasta Tarnobrzega
- Forum Miesiąca
- Regionalne smaki
- Tydzień w mieście
- Z archiwum MTVT
- Magazyn sportowy